# Kikół (plaats)
Kikół is een dorp in het Poolse woiwodschap Koejavië-Pommeren, in het district Lipnowski. De plaats maakt deel uit van de gemeente Kikół en telt ca. 2000 inwoners.

## Verkeer en vervoer
- Station Kikół